# Melanolophia attenuata
Melanolophia attenuata là một loài bướm đêm trong họ Geometridae.